# Флаг Баварии
Флаг Баварии (нем. Staatsflagge Bayerns) — один из символов федеральной земли Свободное государство Бавария.
Официально у Баварии два флага, оба принятых 16 ноября 1953 года, оба имеют пропорции 3:5, оба используют традиционные цвета земли — белый и голубой. Нормы, в каком случае используется тот или иной флаг, отсутствуют.
В первом варианте («полосатый флаг») используется полотнище с размерами сторон 3 к 5, верхняя половина белая, нижняя — голубая.
Во втором варианте («ромбовидный флаг») используется чередование белых и голубых ромбов. При этом количество ромбов не должно быть менее 21, а срез ромба в правом верхнем углу должен быть белого цвета.
Изображение герба Баварии на флаге не является законным, но иногда используется.